# Kvadrater (brætspil)
|  | For andre betydninger af ordet Kvadrat, se Kvadrat (flertydig). |
Kvadrater (eng. dots and squares) er et klassisk spil mellem to eller flere spillere, som skiftevis tilføjer en streg (linje) mellem to prikker. Hvis én af spillerne undervejs får tegnet et fuldt enhedskvadrat, tildeles vedkommende kvadratet ved at markere det med et valgt symbol, hvor spilleren derefter har mulighed for at tegne en ny streg. Når der ikke er mulighed for at tegne flere linjer, slutter spillet, og den person, der ejer flest kvadrater, vinder spillet.
De symboler, der typisk bliver brugt, er kryds og bolle, hvis der er to modstandere. I tilfælde af at der er flere spillere, kan deres navnes forbogstaver anvendes som markeringer.
Der er ikke nogen regel for, hvor mange kvadrater der skal være i spillet.